# Yehuda Amijai
Yehuda Amijai (יהודה עמיחי), nacido Ludwig Pfeuffer (Wurzburgo, 3 de mayo de 1924 – Jerusalén, 22 de septiembre de 2000), fue un poeta y escritor israelí, uno de los primeros en escribir en hebreo coloquial en la época moderna. Considerado uno de los mejores poetas contemporáneos en hebreo, su obra trata temas cotidianos, ironías y amores dolorosos, a veces por la religión, la tierra o la ciudad de Jerusalén. Su contribución se extiende más allá de sus propios logros literarios a una influencia que ayudó a crear una poesía israelí moderna.
Amijai recibió el Premio Shlonsky en 1957, el Premio Brenner en 1969, el Premio Bialik en 1976 y el Premio Israel en 1982. También ganó premios internacionales de poesía y fue propuesto varias veces para el Premio Nobel de Literatura.

## Biografía
Nacido en Alemania, Amijai y su familia emigraron a Eretz Yisrael en 1935, viviendo brevemente en Petaj Tikva antes de establecerse en Jerusalén. En la Segunda Guerra Mundial luchó con la brigada judía del ejército británico. Durante la Guerra de Independencia luchó en el Néguev, en el frente meridional. Después de la guerra asistió a la Universidad Hebrea y fue profesor de preparatoria. Su primer libro, Ahora y otros días, fue publicado en 1955 y despertó interés tanto en lectores como críticos. Su segunda novela, Mi Yitneni Malon, sobre un poeta israelí que vive en Nueva York, salió a luz en 1971 mientras Amijai era profesor visitante en la Universidad de California, Berkeley. En 1987 fue poeta residente en la Universidad de Nueva York. Durante muchos años enseñó literatura en un seminario israelí para profesores y en la Universidad Hebrea a estudiantes extranjeros.
En 1994, el primer ministro Isaac Rabin invitó a Amijai a leer poemas suyos en la ceremonia de entrega del Premio Nobel de la Paz en Oslo. Uno de los poemas que leyó fue "Dios se apiada de los niños de guardería". Este poema está inscrito en una pared del Centro Isaac Rabin de Tel Aviv. Hay calles con su nombre en ciudades de Israel, y también una en Wurzburgo. 
Amijai estuvo casado dos veces. Primero con Tamar Horn, con quien tuvo un hijo, y después con Chana Sokolov; tuvieron un hijo y una hija. Sus dos hijos fueron Ron y David, y su hija Emmanuella.
Amijai murió de cáncer en 2000, a los 76 años.

## Poesía
La poesía de Amijai aborda temas de la vida cotidiana y cuestiones filosóficas sobre el sentido de la vida y la muerte. Su obra se caracteriza por una suave ironía y una imaginería original, a menudo sorprendente. Como muchos poetas israelíes laicos, lucha contra la fe religiosa. Sus poemas están llenos de referencias a Dios y a la experiencia religiosa. Se le describe como un filósofo-poeta en busca de un humanismo post-teológico.
A Amijai se le ha atribuido una "rara habilidad para transformar la situación amorosa personal, incluso privada, con todas sus alegrías y agonías, en la experiencia de todo el mundo, generalizando su propio tiempo y lugar".
Algunas de sus imágenes fueron acusadas de sacrílegas. En su poema "Y ésta es tu gloria" (Vehi Tehilatekha), por ejemplo, Dios se extiende bajo el globo terráqueo como un mecánico bajo un coche, tratando inútilmente de repararlo. En el poema "Gods Change, Prayers Stay the Same" (Elim Mithalfim, ha-Tfillot Nisharot la-Ad), Dios aparece como un guía turístico o un mago.
Muchos de los poemas de Amijai fueron musicalizados en Israel y en otros países. Entre ellos: el poema "Memorial Day for the War Dead" fue musicalizado para voces solistas, coro y orquesta en la Tercera Sinfonía de Mohammed Fairouz. Otros poemas fueron musicalizados por los compositores Elizabeth Alexander ("Even a fist was once an open palm and fingers"), David Froom, Matthias Pintscher, Jan Dušek, Benjamin Wallfisch, Ayelet Rose Gottlieb, Maya Beiser, Elizabeth Swados, Daniel Asia y otros.

### Lenguaje y estilo poético
En una entrevista publicada en la American Poetry Review, Amijai habló de su dominio del hebreo: 
Crecí en un hogar muy religioso... Así que las oraciones, el propio lenguaje de la oración, se convirtió en una especie de lenguaje natural para mí... No intento, como hacen a veces los poetas, "enriquecer" la poesía con más material cultural o étnico. Es algo muy natural[.
Robert Alter describe la poesía de Amijai como un "juego de sonidos". Construye un fuerte impulso que se mueve en libre asociación de palabra en palabra, los sonidos generan virtualmente las palabras que siguen en la cadena sintáctica a través del parentesco fonético".
La obra de Amijai fue muy popular en la traducción inglesa, pero los admiradores de su poesía en el hebreo original afirman que su innovador uso de la lengua se pierde en la traducción. No siempre se pueden transmitir las sutiles capas de significado que se consiguen utilizando una palabra antigua en lugar de su sinónimo moderno para transmitir una connotación bíblica. En el poema de amor de Amijai "In the Middle of This Century", por ejemplo, la traducción inglesa dice: "la lana de lino de nuestro estar juntos". El término hebreo, shaatnez, se refiere al tabú bíblico de entrelazar lino y lana, que un lector hebreo captaría como una imagen de unión prohibida.
Temas juzgados hasta ahora como prosaicos: tanques, aviones, combustible, contratos administrativos, figuran en su trabajo y se convierten en una realidad poética notable por el deseo de confrontar y reflejar los problemas vigentes y retratar con nueva dureza e ironía el ambiente social contemporáneo. A esta pasión por el uso de nuevos temas y metáforas se añade el de la expresión y el uso innovador del idioma hebreo en varios estratos en los que se combinan y desdibujan los hilos del hebreo clásico con el moderno. Influenciado por el ingenio y la ironía de la poesía inglesa, Amijai usó las vertientes de la tradición local dándole nuevo sentido al lenguaje coloquial y a los modismos de la jerga en su idioma. Un comentario que lo alude al entregársele el Premio de Israel en 1982 es "el cambio revolucionario del idioma poético" que el poeta había emprendido a través de su obra. La poesía de Amijai es lúdica y concentra un rango amplio de emociones, su distintivo es la risa, la burla y cierta tristeza subyacente: 
"Detrás de mí marchan, como en los entierros/el niño que era hace muchos años/y el hombre joven que fui en su primer amor/y el soldado que era en los viejos días/y el hombre canoso que fui hace una hora./Y también otros que fui, extranjeros también,/y de los cuales me he olvidado./ Incluso una mujer./Y todos sus labios están moviéndose/y todos sus ojos recuerdan el pasado/y todos destellan y pronuncian/palabras de consuelo y de lamento/pues volverán a sus asuntos y a sus citas/como en los entierros./Y uno dijo: El objetivo principal /de la industria en nuestro tiempo, es crear/los materiales más fuertes que son también los más ligeros./Eso dijo, y lloró y se fue por su camino,/como en los entierros".
El canon de Amijai es impresionante por el volumen del trabajo que abarca y muchos libros individuales de poesía aparecen en sucesión rápida; así lo demuestran "Poemas reunidos" de 1963 y "Selección de trabajos" de 1981 y en su "Shirei Yerushalayim" (Poemas de Jerusalén) de 1987, edición bilingüe, acompañada de fotografías de la ciudad. Además de numerosos volúmenes de poesía, Amijai ha escrito relatos cortos, libretos para radio y literatura infantil. Su trabajo se ha traducido a numerosos idiomas. Su valor para el mundo anglosajón fue descubierto por Ted Hughes en 1965.

## Premios y reconocimientos
- 1957 - Premio Shlonsky.[14]
- 1969 - Premio Brenner.[14]
- 1976 - Premio Bialik de Literatura (junto con el ensayista Yeshurun Keshet).[15]
- 1981 - Premio de Cultura de Würzburg (Alemania).[14]
- 1982 - Premio Israel de poesía hebrea.[16][17] La mención del premio dice, en parte: "A través de su síntesis de lo poético y lo cotidiano, Yehuda Amichai efectuó un cambio revolucionario tanto en el tema como en el lenguaje de la poesía".[18]
- 1986 - Premio Agnon. [14]
- 1994 - Premio Malraux: Salón Internacional del Libro (Francia).[14]
- 1994 - Premio Literary Lion (Nueva York).[14]
- 1995 - Premio Corona de Oro de Macedonia: Festival Internacional de Poesía.[14]
- 1996 - Premio noruego de poesía Bjornson.[14]

Amijai recibió una mención honorífica de la Universidad de Assiut (Egipto) y numerosos doctorados honoris causa. Fue nombrado miembro honorario de la Academia Estadounidense de las Artes y las Letras (1986) y miembro honorario extranjero de la Academia Estadounidense de las Artes y las Ciencias (1991). Su obra figura en la lista de las "100 obras más importantes de la literatura judía moderna" (2001) y en las antologías internacionales "Poems for the Millennium", de J. Rothenberg y P. Joris, y "100 Great Poems of the 20th Century", de Mark Strand. El profesor de inglés Jonathan Wilson, de la Universidad de Tufts, escribió: "Debería haber ganado el Premio Nobel en cualquiera de los últimos veinte años, pero sabía que, en lo que respecta a los jueces escandinavos, y sea cual sea su política personal, que sin duda se situaba en el lado dovish, venía del lado equivocado de la empalizada".

## Obra completa
- Now and in Other Days (poetry), Hakibbutz Hameuchad, 1955 [Achshav U-Be-Iamim Aherim]
- Two Hopes Away (poetry), Hakibbutz Hameuchad, 1958 [Be-Merhav Shtei Tikvot]
- In the Public Garden (poetry), Achshav, 1959 [Ba-Gina Ha-Yziburit]
- In This Terrible Wind (stories), Schocken, 1961 [Ba-Ruach Ha-Nora`ah Ha-Zot ]
- Journey to Nineveh (play), Achshav, 1962 [Masa Le-Ninveh]
- Not of this Time, Not of this Place (novel), Schocken, 1963; 1967 [Lo Me-Achshav lo Mi-Kan]
- Poems 1948-1962, Schocken, 1963 [Shirim 1948-1962]
- Bells and Trains (plays and radio scripts), Schocken, 1968 [Pa`amonim Ve-Rakavot]
- Things that Happened to Roni in New-York (children), Am Oved, 1968; 2002 [Ma Shekara Le-Roni Be-New-York]
- Now in Noise (poetry), Schocken, 1969; 2002 [Achshav Ba-Ra`ash]
- Not to Remember (poetry), Schocken, 1971 [Ve-Lo Al Manat Lizkor]
- To Have a Dwelling Place (novel), Bitan, 1971 [Mi Itneni Malon]
- Behind all this Hides a Great Happiness (poetry), Schocken, 1974; 2003 [Me-Ahore Col Ze Mistater Osher Gadol]
- Time (poetry), Schocken, 1977 [Zeman]
- Numa`s Fat Tail (children), Schocken, 1978 [Ha-Zanav Ha-Shamen Shel Numa]
- Great Tranquillity (poetry), Schocken, 1980 [Shalva Gedola: Shelot U-Teshuvot]
- Hour of Grace (poetry), Schocken, 1982 [Sha`at Hesed]
- Of Man Thou Art, and Unto Man Shalt Thou Return (poetry), Schocken, 1985 [Me-Adam Atah Ve-El Adam Tashuv]
- The Great Book of the Night (children), Schocken, 1988 [Sefer Ha-Laila Ha-Gadol]
- Even a Fist was once an Open Palm with Fingers (poetry), Schocken, 1989; 2002; 2004 [Gam Ha-Egrof Haia Pa`am Yad Ptuha Ve-Etzbaot]
- Open Eyed Land (poetry), Schocken, 1992 [Nof Galui Eyinaim]
- Achziv, Cesarea and One Love (poetry), Schocken, 1996 [Achziv, Keisaria Ve-Ahava Ahat]
- Open Closed Open, Schocken, 1998
- Collected Poems (five volumes), Schocken, 2002-2004

## Traducciones al español
- Poemas escogidos. Selección y traducción directa del hebreo de Claudia Kerik. Edición bilingüe. Jerusalén, La Semana Publicaciones Ltda., 1986.
- Poemas escogidos. Selección, traducción, prólogo y notas de Claudia Kerik. Segunda edición corregida y aumentada. México D.F., Editorial Vuelta, 1990.
- Yehuda Amijai. Ahora y en otros días. Edición de Manuela Mata Amaro. Universidad de Granada, España, 1994.
- Un idioma, un paisaje. Antología poética 1948-1989. Selección, traducción y notas de Raquel García Lozano. Madrid, Editorial Hiperión, 1997.
- Detrás de todo esto se oculta una gran felicidad. Selección, traducción y notas de Raquel García Lozano. Barcelona, Editorial La Poesía, señor hidalgo, 2004.
- Gran tranquilidad: preguntas y respuestas. Selección, traducción y notas de Raquel García Lozano. Madrid, Editorial Cátedra, 2004.
- Los viajes del último Benjamín de Tudela. Traducción y notas de Alberto Huberman. Introducción y versión de Angelina Muñiz-Huberman. México, Ediciones Sin Nombre, 2009.
- Mira, tuvimos más que la vida (nuevos poemas escogidos). Selección, traducción del hebreo y prólogo de Claudia Kerik. Ciudad de México, Elefanta Editorial, 2019. [Incluye fotos y testimonios de Paul Celan, Assia Gutmann, Ted Hughes, Cynthia Ozick, Amos Oz, Octavio Paz y Homero Aridjis.]